# Enrique Raxach
Enric (Enrique) Raxach (Barcelona, 15 de enero de 1932) es un compositor musical neerlandés de ascendencia española. Se especializa en música sinfónica y música HaFaBra (armonía, fanfarria y bronces). 

## Trayectoria
Entre 1949 y 1952 Raxach estudia con Nuri Aymerich. Estimulado por los nuevos desarrollos musicales en París, en marzo de 1958 viaja a París donde conoce a Pierre Boulez. Luego de estadías en München y Zürich, en 1959 Raxach se afinca en la ciudad de Colonia. 
Desde 1959 hasta 1965 participa en los cursos de verano en Darmstadt, con maestros de la talla de Olivier Messiaen, Pierre Boulez, Bruno Maderna y Karlheinz Stockhausen. Participa también en los cursos de análisis musical en durante las Semanas musicales Gaudeamus  Bilthoven donde concurren György Ligeti, Iannis Xenakis, Klaus Huber y Earle Brown. 
En 1962 se radica de manera permanente en los Países Bajos, y en 1969 adopta la ciudadanía neerlandesa.
Las obras de Raxach son en su gran mayoría interpretadas en los festivales internacionales de música contemporánea y ejecutadas por grandes directores y músicos. Además, sus obras se han ejecutado y grabado radiofónicamente en gran parte de los países de Europa, Japón, América del Norte y América del Sur. 
En 1977 le es otorgado a Raxach el Premio de Composición de Barcelona por su obra Metamorphose I escrita en 1956.